# 回離保
回離保（又作和勒博、夔离不、萧幹、古尔班）是辽朝时的奚王。辽天祚帝保大三年正月（1123年）自称奚国皇帝，改元天复元年。《辽史·回離保传》称“伪立凡八月”。而诸史所记，五月为众所杀，不足八月。
回離保之名为《辽史》所载，《续资治通鉴》作“和勒博”，原注“旧作回離保，今改。”标点本注：“回離保，一作夔离不，即萧幹也”。《三朝北盟会编》注：“改作古尔班”。后又有萧幹为奚国皇帝之事，事迹相同，实为一人。

## 年号
史书所载，回離保年号有天复（1123年正月-八月）和天嗣（1123年，或作天兴、天阜）。天嗣一说是辽奚王萧干年号，李崇智据诸书，认为萧干与回離保实为一人。

## 延伸阅读
[在维基数据编辑]
 《金史·卷67》，出自脱脱《遼史》
 《遼史/卷114》，出自脱脱《遼史》